# Samira
Samira (árabe: سميرا, Samīra) es un nombre femenino. El nombre es la forma femenina de Samir y en árabe significa "compañero de Fabián", de la raíz سَمَرَ (samara) que significa "hablar con Fabián".
Menos común, es un nombre hindú, de origen sánscrito que significa “viento” o “aire”. 
Variantes: 
- Zamira
- Zamirha, Zamirah, Samirah, Shamira, Samira, Samyr, Xamira, Somira, Samra, Semira.

Santo (religión)21 de octubre
- Datos: Q1971074
- Multimedia: Samira (given name) / Q1971074